# Дембсталь
Дембста́ль (фр. Dimbsthal) — коммуна на северо-востоке Франции в регионе Гранд-Эст (бывший Эльзас — Шампань — Арденны — Лотарингия), департамент Нижний Рейн, округ Саверн, кантон Саверн. До марта 2015 года коммуна административно входила в состав упразднённого кантона Мармутье (округ Саверн).
Площадь коммуны — 1,91 км², население — 317 человек (2006) с тенденцией к стабилизации: 304 человека (2013), плотность населения — 159,2 чел/км².

## Население
Население коммуны в 2011 году составляло 300 человек, в 2012 году — 300 человек, а в 2013-м — 304 человека.
| 1962 | 1968 | 1975 | 1982 | 1990 | 1999 | 2006 | 2008 | 2011 | 2012 | 2013 |
| ---- | ---- | ---- | ---- | ---- | ---- | ---- | ---- | ---- | ---- | ---- |
| 200  | 207  | 214  | 217  | 235  | 278  | 317  | 312  | 300  | 300  | 304  |

Динамика населения:

## Экономика
В 2010 году из 194 человек трудоспособного возраста (от 15 до 64 лет) 152 были экономически активными, 42 — неактивными (показатель активности 78,4 %, в 1999 году — 78,9 %). Из 152 активных трудоспособных жителей работали 144 человека (81 мужчина и 63 женщины), 8 числились безработными (четверо мужчин и четыре женщины). Среди 42 трудоспособных неактивных граждан 13 были учениками либо студентами, 21 — пенсионерами, а ещё 8 — были неактивны в силу других причин.